# Глоду (Валча)
Глоду (рум. Glodu) насеље је у Румунији у округу Валча у општини Даничеј. Oпштина се налази на надморској висини од 445 m.

## Становништво
Према подацима из 2002. године у насељу је живело 165 становника, од којих су сви румунске националности.